# Instrument für Heranführungshilfe
Das Instrument für Heranführungshilfe (englisch Instrument for Pre-Accession Assistance, kurz IPA), umgangssprachlich auch „Heranführungs-“ oder „Vorbeitrittshilfen“, ist ein Finanzierungsinstrument der Europäischen Union, um Reformen der Beitrittskandidaten zu fördern. Die Hilfe wird für die Kandidatenländer auf der Grundlage der Beitrittspartnerschaften und für die potenziellen Kandidatenländer auf der Grundlage der „Europäischen Partnerschaften“ geleistet.
Das Instrument wurde durch die Verordnung (EG) Nr. 1085/2006 des Rates vom 17. Juli 2006 errichtet und ersetzte seit 1. Januar 2007 die bis dato existierenden Programme PHARE, SAPARD, ISPA und CARDS sowie die finanzielle Heranführungshilfe zugunsten der Türkei. Dadurch bietet IPA einen einheitlichen und rationalisierten Rahmen.
IPA I (2007–2013) sollte fünf Bereiche abdecken:
- Institutionenaufbau und Demokratisierung;
- Grenzüberschreitende Zusammenarbeit (mit den EU-Mitgliedstaaten und anderen IPA-Ländern);
- Regionale Entwicklung (Transportwesen, Umwelt und wirtschaftliche Entwicklung);
- Humanressourcen (Stärkung des Humankapitals und Kampf gegen Diskriminierung);
- Entwicklung des ländlichen Raums.

Für den Zeitraum 2007–2013 belief sich die Mittelausstattung auf 11,5 Milliarden Euro. Dabei standen den potenziellen Beitrittskandidaten aus dem westlichen Balkan (Bosnien und Herzegowina und Kosovo) zunächst nur die ersten beiden Komponenten offen.
IPA II ersetzte von 2014 bis 2020 das bisherige Programm, mit folgenden Schwerpunkten:
- Demokratisierung und gute Regierungsführung,
- Rechtsstaatlichkeit und Grundrechte,
- Umwelt, Klima und Energie,
- Transport,
- Wettbewerbsfähigkeit, Innovation und ländliche Entwicklung,
- Bildung, Beschäftigung und Soziales sowie
- im Westbalkan zusätzlich regionale Kooperation

Im Finanzrahmen 2014–2020 stellte die EU 11,7 Milliarden Euro zur Verfügung.
Mittels des Nachfolgeinstruments IPA III sollen 14,162 Milliarden Euro im Zeitraum 2021–2027 bereitgestellt werden (Stand: Dezember 2020). Zu den bereits in IPA II festgelegten Prioritäten soll dabei ein größeres Gewicht auf Migration, Sicherheit, Umweltschutz und Klimawandel gelegt werden.